# Ove Sundelius
Ove Roger Salomon Sundelius, född den 24 juni 1921 i Kristianstad, död den 27 maj 2015 i Örebro, var en svensk ämbetsman. Han var son till Roger Sundelius.

## Biografi
Sundelius avlade juris kandidatexamen vid Uppsala universitet 1946 och genomförde tingstjänstgöring i Västernärkes domsaga 1946–1948. Han var länsnotarie i Örebro och Värmlands län 1949–1956, förste länsnotarie i Kopparbergs län 1956–1958, länsassessor i Malmöhus län 1958–1960, i Örebro län 1960–1964, förste länsassessor i Blekinge län 1964–1966, landssekreterare i Örebro län 1966–1971 samt länsråd och landshövdingens ställföreträdare där 1971–1986. Sundelius tjänstgjorde i Statens organisationsnämnd 1955–1956, i Inrikesdepartementet 1957–1958, i Försvarsdepartementet 1964–1966 samt i Inrikesdepartementet och Kommunikationsdepartementet 1966–1967. Han var sekreterare och expert i statliga utredningar. Sundelius blev riddare av Nordstjärneorden 1968 och kommendör av samma orden 1972. Han medverkade i radioprogrammet Sommar 1981. Sundelius tilldelades 1985 Hans Majestät Konungens medalj av åttonde storleken i Serafimerordens band. Han vilar i minneslunden på Almby kyrkogård i Örebro.